# Лилли (Мулги)
Ли́лли (эст. Lilli) — деревня в волости Мулги уезда Вильяндимаа, Эстония. До административной реформы местных самоуправлений Эстонии 2017 года входила в состав волости Каркси.

## География и описание
Лилли — самая южная деревня волости Мулги; расположена на территории природного парка Теринги (площадь парка 317,3 гектара). Расстояние до уездного центра — города Вильянди — 37 километров, до волостного центра — города Абья-Палуоя — 18 километров. Высота над уровнем моря — 96 метров.
Окрестности Лилли — это живописное сочетание холмистой долины, больших лесов и болотистых ландшафтов. К востоку от Лилли находится природный вал Сууга-Путнику (длина 4—5 км, ширина 1–1,5 км, абсолютная высота 122,5 м). К югу, на границе с Латвией, расположена возвышенность Аннемяги.
Климат умеренный. Официальный язык — эстонский. Почтовый индекс — 69002.

## Население
По данным переписи населения 2021 года, в Лилли насчитывалось 93 жителя, из них 92 (98,9 %) — эстонцы.
По данным переписи населения 2011 года, в деревне проживали 116 человек, из них 113 (97,4 %) — эстонцы.
Численность населения деревни Лилли по данным переписей населения СССР и Департамента статистики:
| Год  | 1979 | 1989  | 2000  | 2010  | 2011  | 2017  | 2018  | 2019  | 2020  | 2021 |
| ---- | ---- | ----- | ----- | ----- | ----- | ----- | ----- | ----- | ----- | ---- |
| Чел. | 207  | ↘ 173 | ↘ 161 | ↘ 138 | ↘ 116 | ↗ 117 | ↗ 125 | ↘ 122 | ↘ 118 | ↘ 93 |

## История
Находившаяся на землях нынешней Лилли деревня Перакюла была впервые упомянута в 1683 году (Peraküla, позже также Polli-Peraküla).
Деревня располагалась на пересечении дорог Рухья–Каркси–Вильянди, и поэтому в XIII столетии стала ареной военных действий крестоносцев под знаменем распространения христианства. И даже когда огнём и мечом новая религия утвердилась на этой земле, поклонение древним богам тайно продолжалось. Одно из древних мест жертвоприношений со священной дубравой и часовней находилось на возвышенности Аннемяги. Пожертвования совершались там даже в XVIII столетии. Древнее кладбище и место жертвоприношений «Аннемяги» внесено в Государственный регистр памятников культуры Эстонии.
На этих землях, в старинной деревне Мыйзавалла в 1681–1689 годах жил шведский капрал А. Й. Лиллье (A. J. Lillje), от фамилии которого получил название хутор, на основе которого в период 1724–1731 годов была создана побочная мыза Оттенхоф (Лилли), принадлежавшая рыцарской мызе Полленхоф (эст. Polli, Полли, на военно-топографических картах Российской империи, в состав которой входила Лифляндская губерния, обозначена как мз. Полленхофъ). Местоположение этой мызы изменилось в 1751–1758 годах, но название осталось прежним (эст. Lilli, нем. Ottenhof).
В годы Первой Эстонской республики на мызе Лилли находилась канцелярия лесничества Полли, в советское время — контора отделения Пёэгле совхоза «Кыргемяэ».
Официально деревня Лилли была основана в 1977 году, до этого часть её домохозяйств относилась к Перакюла, а другая — к деревне Тоосикюла (в 1977 году была объединена с деревней Эрикюла (эст. Äriküla).

## Инфраструктура
В Лилли есть сельский дом, в котором работает народный дом и библиотека. Единственная асфальтированная дорога от деревни идёт к городу Каркси-Нуйа.
В деревне работает Центр природы Лилли. На эстонско-латвийской границе, на хуторе Нава, проводятся культурные фестивали Мульгимаа (представления, концерты и стихотворные конкурсы).

## Достопримечательности
- Ледниковый валун Вирапуу. Длина камня 8 метров, ширина 4,2 метра, высота 2,3 метра, охват 20,5 метра. Под охраной государства с 1937 года[20].
- Озеро Алатси (площадь водной поверхности 5,1 гектара)[21].
- Охраняемое место обитания чёрного аиста Аллику (площадь 74,4 гектара)[22].
- Долина ручья Лилли (длина ручья 7 км, площадь бассейна 33,3 км²>). Ручей впадает в озеро Рухиярв[13].
- Учебная тропа на болоте Теринги (площадь болота 2,6 км2). На тропе установлено много щитов с информацией о растительном и животном мире окрестностей[23].
- Памятник в честь 20-летия «Балтийской цепи». Объект культурного наследия[24].

## Галерея
- Озеро Алатси
- Ледниковый валун Вирапуу
- Учебная тропа на болоте Теринги
- Восход солнца на болоте Теринги